# Río Claro (Tinguiririca)
El río Claro es un curso de agua afluente del río Tinguiririca que nace en el cerro El Peñón, cerro que divide las aguas hacia la cuenca del río Teno que se ubica al sur.

## Trayecto
Fluye en dirección noroeste por espacio de 32 km hasta donde gira para seguir casi paralelamente al río Tinguiririca por 17 km cuando vierte sus aguas en la ribera izquierda, cerca de la localidad de Puente Negro y dejando entre medio la llamada Isla Briones.: 358 

## Caudal y régimen
Las estaciones fluviométricas que miden los caudales del estero La Cadena, del río Claro de Rengo, y la parte inferior del río Cachapoal, y las estaciones de la subcuenca del río Tinguiririca: Tinguiririca bajo Briones, Claro en El Valle, Chimbarongo en Convento Viejo y Chimbarongo en Santa Cruz, muestran todas ellas un caudal de régimen mixto pluvial-nival

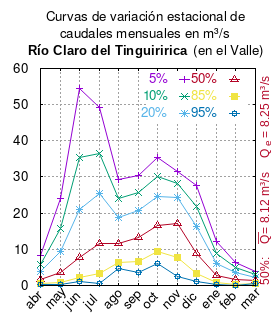
Curvas de variación estacional del río Claro (del Tinguiririca) en el valle.

El caudal del río (en un lugar fijo) varía en el tiempo, por lo que existen varias formas de representarlo. Una de ellas son las curvas de variación estacional que, tras largos periodos de mediciones, predicen estadísticamente el caudal mínimo que lleva el río con una probabilidad dada, llamada probabilidad de excedencia. La curva de color rojo ocre (con {\displaystyle {\color {Red}\vartriangle }}) muestra los caudales mensuales con probabilidad de excedencia de un 50%. Esto quiere decir que ese mes se han medido igual cantidad de caudales mayores que caudales menores a esa cantidad. Eso es la mediana (estadística), que se denota Qe, de la serie de caudales de ese mes. La media (estadística) es el promedio matemático de los caudales de ese mes y se denota {\displaystyle {\overline {Q}}}. 
Una vez calculados para cada mes, ambos valores son calculados para todo el año y pueden ser leídos en la columna vertical al lado derecho del diagrama. El significado de la probabilidad de excedencia del 5% es que, estadísticamente, el caudal es mayor solo una vez cada 20 años, el de 10% una vez cada 10 años, el de 20% una vez cada 5 años, el de 85% quince veces cada 16 años y la de 95% diecisiete veces cada 18 años. Dicho de otra forma, el 5% es el caudal de años extremadamente lluviosos, el 95% es el caudal de años extremadamente secos. De la estación de las crecidas puede deducirse si el caudal depende de las lluvias (mayo-julio) o del derretimiento de las nieves (septiembre-enero).

## Historia
Francisco Astaburuaga escribió en 1899 en su obra póstuma Diccionario geográfico de la República de Chile sobre el río:
Río Claro del Tingairirica.-—Otro afluente de la margen del sur de este río y al que también se suele llamar de los Lagartos hacia su parte superior. Se forma de derrames del interior de las sierras de los Andes del lado sudeste del departamento de San Fernando, y corre al NO. hasta acercarse á la ribera sur del Tinguiririca y continuando casi paralelo á ella por algún trecho, va á morir en este río por frente á los fundos de la Teja y Talcarehue situados en la ribera opuesta. Entre uno y otro se extiende un angosto y prolongado valle.